# Kristof Beyens
Kristof Beyens (Herentals, 13 juli 1983) is een Belgische atleet uit Herentals, die is gespecialiseerd in de sprint (100 en 200 m). Hij nam eenmaal deel aan de Olympische Spelen.

## Loopbaan
In 2003 nam Beyens op de 4 x 100 m estafette deel aan de wereldkampioenschappen in Parijs. Samen met Nathan Bongelo, Anthony Ferro en Xavier De Baerdemaker snelde hij naar 39,05, een Belgisch record. Het viertal werd hiermee vierde in zijn serie. Pas negentien jaar later, in 2022, werd dit record verbeterd.
In 2005 werd Beyens in Brussel Belgisch kampioen op de 200 m in een tijd van 20,45 s. Op de Europese kampioenschappen van 2006 in Göteborg kwalificeerde hij zich voor de finale van de 200 m, waarin hij een vierde plaats behaalde. Dat jaar werd hij bekroond met de Gouden Spike, de belangrijkste atletiekprijs in België.
Op de WK in Osaka in 2007 verbeterde Beyens in de eerste ronde zijn persoonlijk record op de 200 m naar 20,44. Een jaar later haalde hij op de Olympische Spelen in Peking de halve finale van de 200 m, waarin hij als achtste eindigde in een tijd van 20,69. Zijn beste tijd in dit toernooi realiseerde hij in de kwartfinale, waarin hij tot 20,50 kwam.
In 2009 leverde Beyens zijn beste seizoensprestatie op de 100 m op 1 juni tijdens de FBK games in Hengelo. Hij werd zesde in zijn serie in 10,43. In Lisse had hij enkele weken eerder op de ongebruikelijke 150 m sprint als beste seizoensprestatie een tijd van 15,63 neergezet, waarmee hij als derde eindigde. Zijn beste seizoensprestatie tot nu toe op de 200 m leverde hij op 17 juni tijdens de 48e Golden Spike Ostrava, waar hij als vijfde eindigde met een tijd van 20,81.
Kristof Beyens is lid van atletiekvereniging Atletiekclub Herentals (ACHL) en tevens van de Nederlandse atletiekvereniging Unitas uit Sittard-Geleen. Hij was sinds 1 september 2004 beroepsatleet bij Bloso.

## Belgische kampioenschappen
Outdoor
| Onderdeel | Jaar |
| --------- | ---- |
| 100 m     | 2007 |
| 200 m     | 2005 |

Indoor
| Onderdeel | Jaar |
| --------- | ---- |
| 60 m      | 2012 |
| 200 m     | 2010 |

## Persoonlijke records
Outdoor
| Onderdeel | Prestatie | Datum            | Plaats     |
| --------- | --------- | ---------------- | ---------- |
| 100 m     | 10,32 s   | 14 juni 2003     | Genève     |
| 200 m     | 20,44 s   | 28 augustus 2007 | Osaka      |
| 300 m     | 33,49 s   | 14 augustus 2002 | Brasschaat |
| 400 m     | 49,07 s   | 1 mei 2010       | Herentals  |

Indoor
| Onderdeel | Prestatie | Datum            | Plaats |
| --------- | --------- | ---------------- | ------ |
| 60 m      | 6,80 s    | 24 februari 2008 | Gent   |
| 200 m     | 21,27 s   | 19 februari 2006 | Gent   |

## Palmares

### 60 m
- 2008:  BK AC indoor - 6,86 s
- 2012:  BK AC indoor - 6,86 s

### 100 m
- 2002: 5e ¼ fin. WK junioren in Kingston - 10,58 s
- 2003:  BK AC - 10,63 s
- 2007:  BK AC - 10,54 s

### 200 m
- 2001: 7e EK junioren in Grosseto - 21,60 s
- 2002:  BK AC - 21,11 s
- 2002: 5e ¼ fin. WK junioren in Kingston - 21,22 s
- 2003: 7e EK U23 in Bydgoszcz - 20,91 s
- 2005:  BK AC - 20,45 s
- 2005: 7e ¼ fin. WK in Helsinki - 21,43 s (wind -1.9)
- 2006: 4e EK in Göteborg - 20,57 s (wind +1.6)
- 2007: 7e ½ fin. WK in Osaka - 20,53 s (wind -0.4) (in serie 20,44 s)
- 2008: 8e ½ fin. OS in Peking - 20,69 s
- 2010:  BK AC indoor - 21,75 s

### 4 x 100 m
- 2001: 7e EK junioren in Grosseto - 40,87 s
- 2003:  EK U23 in Bydgoszcz - 39,54 s
- 2003: 4e serie WK in Parijs - 39,05 s (NR)

## Onderscheidingen
- 2006: Gouden Spike
- 2007: Zilveren Spike
- 2008: Bronzen Spike